# Ace link
ACE link A/S drev overfart mellem Helsingør og Helsingborg med passagerfærgerne "Siluna ACE" (bygget 2008) og "Siletta ACE" (bygget 1981, tidligere "M/S Sundbus Pernille"). Overfarten blev tidligere drevet under navnet Sundbusserne.
Linjens tredje fartøj "Simara ACE" (bygget 2007) blev i december 2008 sat ud af drift, da lønsomheden udeblev.
Rederiet gik i betalingsstandsning den 20. september 2009, og fik en frist til midt i januar 2010 til at forsøge en rekonstruktion. Den 4. januar 2010 gik selskabet konkurs og overfarten blev lukket en kortere periode, men genopstod med en ny ejerkreds som Sundbusserne af 2010.